# Leucania palliseca
Leucania palliseca är en fjärilsart som beskrevs av Smith 1902. Leucania palliseca ingår i släktet Leucania och familjen nattflyn. Inga underarter finns listade i Catalogue of Life.